# Condado de Doddridge

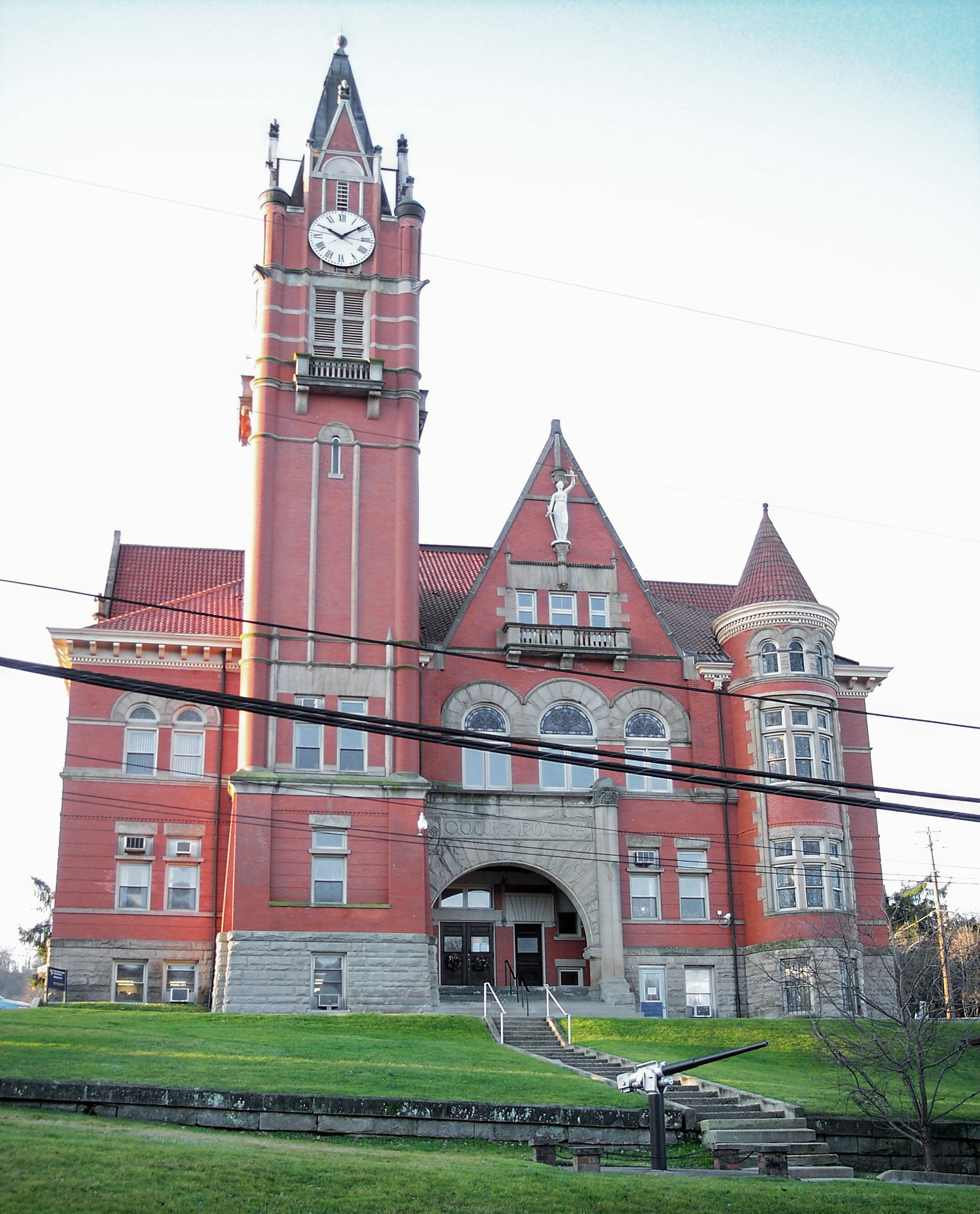
Tribunal do condado de Doddridge em West Union, Virgínia Ocidental

O Condado de Doddridge é um dos 55 condados do estado norte-americano da Virgínia Ocidental. A sede do condado é West Union, que é também a sua maior cidade. O condado tem uma área de 829 km² (dos quais 0 km² estão cobertos por água), uma população de 7403 habitantes, e uma densidade populacional de 9 hab/km² (segundo o censo nacional de 2000). O condado foi fundado em 1845 e recebeu o seu nome em homenagem a Philip Doddridge (1773-1832), estadista e membro da Câmara dos Representantes dos Estados Unidos.